# Phanerotoma crocea
Phanerotoma crocea är en stekelart som först beskrevs av Cameron 1887.  Phanerotoma crocea ingår i släktet Phanerotoma och familjen bracksteklar. Inga underarter finns listade i Catalogue of Life.